# Porrentruy
Porrentruy (franskt uttal: [pɔʁɑ̃tʁɥi], tyska: Pruntrut) är en ort och kommun i distriktet Porrentruy i kantonen Jura i Schweiz. Kommunen har 6 601 invånare (2023). Porrentruy är huvudort i distriktet med samma namn.